# Zamira Rajmánova
Zamira Alimuradovna Rajmánova –en ruso, Замира Алимурадовна Рахманова– (Kaspisk, 28 de diciembre de 1985) es una deportista rusa de origen daguestano que compitió en lucha libre. Ganó dos medallas en el Campeonato Mundial de Lucha, oro en 2011 y bronce en 2010, y una medalla de oro en el Campeonato Europeo de Lucha de 2007.

## Palmarés internacional
| Campeonato Mundial | Campeonato Mundial | Campeonato Mundial | Campeonato Mundial |
| Año                | Lugar              | Medalla            | Categoría          |
| ------------------ | ------------------ | ------------------ | ------------------ |
| 2010               | Moscú (Rusia)      | Medalla de bronce  | 51 kg              |
| 2011               | Estambul (Turquía) | Medalla de oro     | 51 kg              |
| Campeonato Europeo |                    |                    |                    |
| Año                | Lugar              | Medalla            | Categoría          |
| 2007               | Sofía (Bulgaria)   | Medalla de oro     | 51 kg              |